# فرانسیس آموزو
فرانسیس آموزو (انگلیسی: Francis Amuzu؛ زادهٔ ۲۳ اوت ۱۹۹۹) بازیکن فوتبال اهل بلژیک است که در حال حاضر برای باشگاه فوتبال اندرلشت بازی می‌کند.
از باشگاه‌هایی که در آن بازی کرده‌است می‌توان به اندرلشت اشاره کرد.
وی همچنین در تیم‌های ملی فوتبال زیر ۱۹ سال بلژیک و زیر ۲۱ سال بلژیک بازی کرده‌است.

## دوران حرفه‌ای

### رده پایه
آموزو که در غنا متولد شده بود، در سنین پایین به بلژیک مهاجرت کرد و به عنوان یک بازیکن فوتبال در آنجا پیشرفت کرد. او در رده پایه برای تیم‌های جوانان هفن، مشلان و جی‌ام‌جی آکادمی بازی کرد.

### اندرلشت
او اولین قرارداد حرفه ای خود را در ۲۳ اوت ۲۰۱۵ به مدت ۳ سال با اندرلشت امضا کرد. او در ۲۲ دسامبر ۲۰۱۷ اولین بازی حرفه ای خود را برای اندرلشت در برد ۱–۰ لیگ برتر فوتبال بلژیک مقابل باشگاه فوتبال اوپن انجام داد و در اولین بازی خود گل پیروزی تیمش را به ثمر رساند. او بازی‌های بین‌المللی خود را برای تیم ملی فوتبال بلژیک انجام می‌دهد.